# Peter Ehret
Peter Ehret (* 24. Dezember 1954 in München; † 21. Juni 1981 ebenda) war ein deutscher Synchronsprecher.

## Leben
Peter Ehret wurde Weihnachten 1954 geboren und war ab den 1970ern in Film und Fernsehen als Synchronsprecher tätig. Er synchronisierte unter anderem Eric Dô Hien in Mein Freund Winnetou, Graham Faulkner in Bruder Sonne, Schwester Mond und Antonio „Tonio“ Rossi in der Animeserie Marco.
Bekannt wurde seine Stimme, als er sie 1980 der Wildgans Gunnar in Nils Holgersson lieh. Ebenso bekannt ist er als Erzähler in der Trickserie Tom und Jerry oder als deutsche Stimme von Robin Williams in Mork vom Ork in der ersten Synchronfassung vom ZDF.

## Persönliches
Peter Ehret heiratete zwei Mal die Schauspielerin Birgit Zamulo. Beide spielten zusammen unter anderem in Weh dem, der lügt! von Franz Grillparzer als Leon und Edrita und in Tom Sawyer als Tom und Ben.
Am 21. Juni 1981 starb Ehret im Alter von 26 Jahren durch Suizid. Er wurde auf dem Münchner Ostfriedhof bestattet.